# When Love Takes Over
"When Love Takes Over'" é uma canção do DJ e produtor musical francês David Guetta gravada pela cantora norte-americana Kelly Rowland para o quarto álbum de estúdio do primeiro, intitulado One Love (2009), do qual foi divulgado pela distribuidora fonográfica EMI Music como o primeiro single a partir de 21 de Abril de 2009. A obra foi concebida quando Guetta tocou a sua versão instrumental numa das suas apresentações no verão de 2008 em Cannes. A cantora, apaixonada imediatamente pela música, convenceu o DJ a deixar-lhe levar o tema para Londres para que pudesse compor e gravar vocais. Rowland co-escreveu a letra da música juntamente com as gémeas australianas Miriam e Olivia Nervo, enquanto Guetta e o colaborador Frédéric Riesterer ficaram sob responsabilidade da composição e produção.
O tema foi recebido com aclamação universal pelos críticos especialistas em música contemporânea, com a maioria dos elogios sendo atribuídos aos riffs melódicos, os vocais poderosos de Rowland, e a linha do piano, que foi comparada à presente em "Clocks" (2002), single da banda britânica Coldplay. O single também tornou-se rapidamente em um êxito nas tabelas musicais, atingindo o topo em mais de cinco países, inclusive o Reino Unido, bem como alcançando as dez melhores colocações em vários territórios europeus e norte-americanos. Assim, "When Love Takes Over" tornou-se no segundo êxito mundial de Rowland, após "Dilemma" (2001), e no single de Guetta que por mais tempo permaneceu nas tabelas. Este sucesso refletiu-se também em nomeações a cerimónias de entregas de prémios, incluindo o Grammy, nos quais venceu uma categoria pelo Electro Extended Remix.
De modo a promover a obra, "When Love Takes Over" foi apresentada pela dupla em diversas ocasiões, incluindo nas cerimónias Los Premios MTV Latinoamérica, Prémios de Música da NRJ, Prémios Mundiais de Música e Miss Universo 2009. Um vídeo musical realizado por Jonas Åkerlund foi filmado em Venice Beach, Los Angeles e apresenta cenas reminiscentes à concepção da música, intercalando com cenas nas quais Rowland e Guetta preparam-se para uma festa. De acordo com Rowland, a faixa inspirou-a a perseguir um som mais dançante no seu terceiro trabalho de estúdio, Here I Am (2011), enquanto Guetta distinguiu "When Love Takes Over" por fornecer o exemplo para as suas explorações musicais futuras e por tê-lo inspirado a experimentar sons mais urbanos.

## Antecedentes e lançamento
Embora tenha expressado o seu amor pela música dance por diversas vezes, Rowland admitiu que aquele não era o tipo de género que desejava explorar. Enquanto em viagem pela Europa ao longo de 2008, a cantora ouviu os trabalhos de Guetta num dos concertos dele em Cannes, França, uma experiência descrita por ela como "simplesmente marada." Mais tarde, Rowland encontrou-se com o DJ e, durante a sua conversa, ele fez-la ouvir a versão instrumental do que viria a ser "When Love Takes Over." Comovida pelo tema ao ponto de jorrar lágrimas, a cantora pediu-lhe a música em um outro encontro numa discoteca no sul da França de modo a escrever uma letra e compor uma melodia para a mesma. Mais tarde, depois de receber a aprovação de Guetta para gravar os vocais para a canção, Rowland levou a versão instrumental para Londres, Inglaterra, onde escreveu a maior parte das letras com as gémeas australianas Miriam e Olivia Nervo. Após isto, enviou a música de volta à Guetta, que adicionou as suas próprias contribuições junto com Riesterer. Embora tenha também inicialmente ficado encarregue da mistura de áudio final, Riesterer decidiu atribuir esta tarefa à engenheira de mistura francesa Veronica Ferraro, que declarou que "da primeira vez que ouvi a faixa, eu soube imediatamente que seria um grande sucesso." A canção foi gravada em Setembro de 2008 nos estúdios Gum Prod em Paris, França, e misturada no estúdio Ferraro's Super Sonic Scale, nos arredores de Paris.
"Guetta estava a tocar a versão instrumental de 'When Love Takes Over.' Isso trouxe lágrimas aos meus olhos. "Eu senti muita emoção vinda da faixa, algo que aconteceu na primeira vez que a ouvi, e foi simplesmente lindo. E lembro-me de pensar: 'Por que me está a tocar assim?' Você sabe, era como se tivesse a minha alma atada a ela! [...] Então, encontrei-me com David e pedi-lhe a faixa ... Ele deu-ma, e eu a trouxe-a de volta para aqui em Londres e compus a canção."
— Comentários de Kelly Rowland acerca da concepção de "When Love Takes Over" em entrevista ao jornal The Independent.
Segundo as gémeas Nervo, a editora discográfica de Rowland inicialmente não estava entusiasmada com a canção, apesar do entusiasmo das irmãs e o da cantora. Consequentemente, "When Love Takes Over" ficou arquivada até Guetta tê-la redescoberto enquanto fazia os arranjos finais do seu quarto álbum de estúdio, One Love (2009). A versão final do tema, com os vocais de Rowland e a produção de Guetta, foi estreada em Março de 2009 no Festival Ultra Music na cidade de Miami, Flórida. Um mês depois, a 21 de Abril de 2009, o single foi finalmente divulgado como o primeiro de One Love. No Reino Unido, o lançamento do single teve de ser antecipado pela EMI Music para 11 de Junho de 2009 de modo a boicotar "não uma, mas duas versões cover spoiler (e quase idênticas)" que começaram a subir no ranking do iTunes e ameaçaram ter um impacto negativo na versão oficial. Uma destas versões cover era a da artista britânica Airi L, lançada a 9 de Maio e considerada "inferior" pela EMI.

## Estrutura musical e gravação
"When Love Takes Over" é uma canção synthpop com produção "eufórica" comandada por Guetta e seu companheiro Frédéric Riesterer. Ambos foram também responsáveis pelas letras, juntamente com Rowland e as irmãs Miriam e Olivia Nervo. Na faixa, o alcance vocal da vocalista vai desde a nota baixa de Fá3 até Ré5. Segundo Guetta, "os vocais de Kelly [na faixa] emanam os de Whitney Houston e acertaram em cheio," uma opinião compartilhada pelos membros da crítica, que vangloriaram a voz "grande" e "poderosa" da cantora, enquanto outros descreveram-na como "de diva clássica" e "carregados emocionalmente." Além disso, a qualidade pop de "mãos-no-ar" dos vocais de Rowland foram comparados aos de Madonna em "Ray of Light" (1999). Ferraro, a engenheira de mistura que trabalhou em "When Love Takes Over," revelou que a sua intenção era de "tornar o som vocal mágico, como um anjo a cantar, para que a qualidade de sucesso da música fosse imediatamente óbvia. Eu queria ter certeza de que a voz te leva do começo ao fim e não te perde."
Segundo a revista norte-americana Billboard, o tema é "uma obra pop construída em torno de um piano exuberante e percussão latejante" com batidas nu-disco e trance. A canção foi composta na tonalidade de Fá maior no compasso de tempo comum com um ritmo que se desenvolve no metrónomo de 120 batidas por minuto. A progressão de acordes é Dó maior/Fá, Sol maior/Fá e Fá4. A sonoridade de "When Love Takes Over" foi enaltecida por "recriar o disco clássico," e recebeu comparações ao riff de piano usado na canção "Clocks" (2002) do grupo britânico Coldplay. Os dois elementos de piano presentes na versão instrumental original de "When Love Takes Over" foram alterados através da ferramenta Flex Studio para ampliar o som do elemento de piano sem atraso. Outros instrumentos usados na obra são o violino, cordas e amostras de guitarra, amplificados através de vários softwares de plug-in franceses.

## Recepção crítica

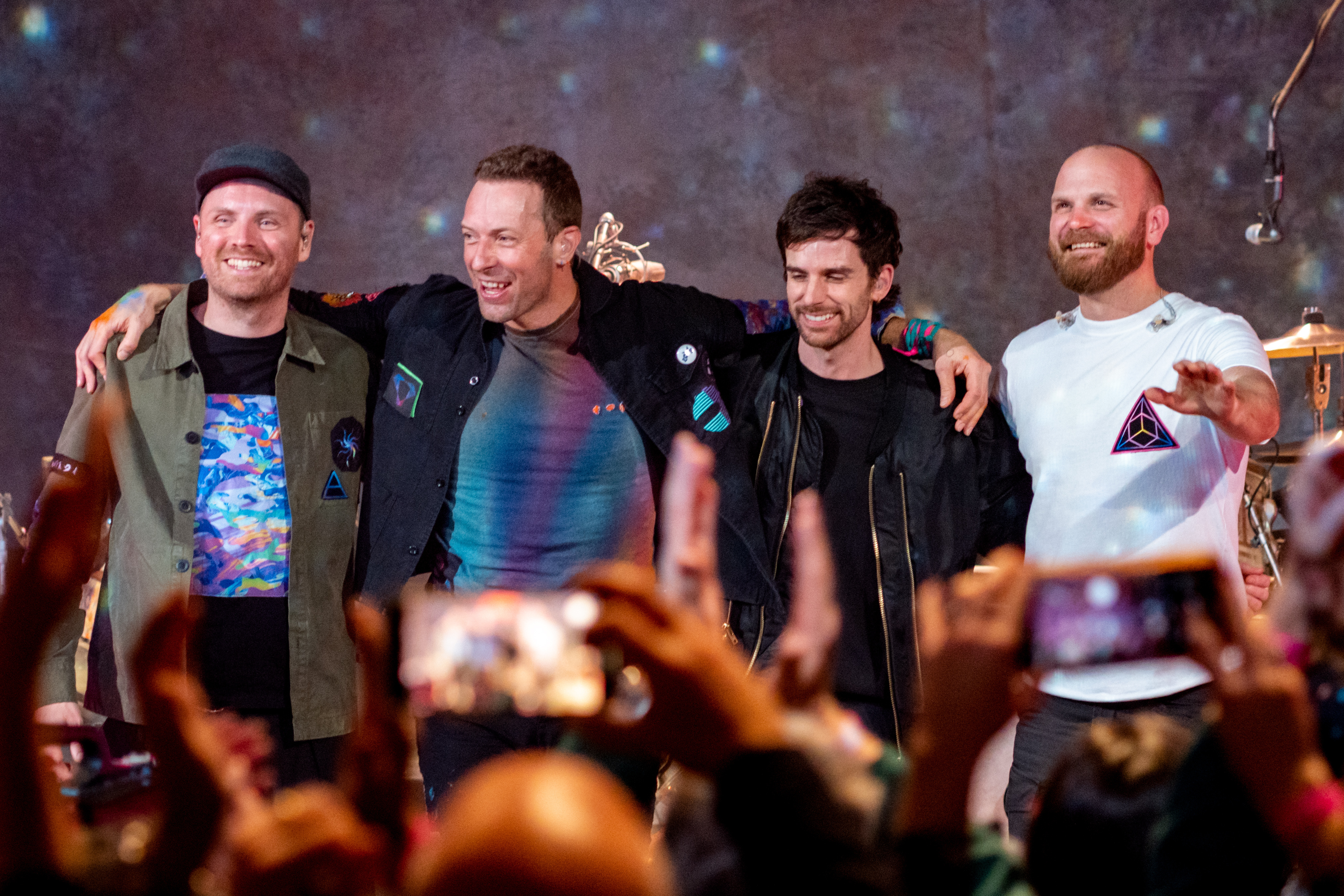
Vários críticos de música compararam o piano de "When Love Takes Over" ao audível em "Clocks," de Coldplay.

"When Love Takes Over" foi recebida com aclamação universal pelos membros da crítica especializados em música contemporânea. Os elementos mais destacados foram a produção de Guetta e os vocais de Rowland. Além disso, foi considerada a faixa mais forte, mais comercial, e o melhor single de One Love. No seu comentário para o portal Allmusic, o analista David Jefferes notou que "a resistência do material do álbum de David [Guetta] é indiscutível, principalmente a abertura quase trance, que rouba um riff de Coldplay e acrescenta a poderosa voz de Kelly Rowland." Esta opinião foi partilhada por Simon Vozick-Levinson, da revista de entretenimento Entertainment Weekly, que descreveu esta como a faixa "mais memorável do álbum" na qual "Clocks" de Coldplay "renasce como um desmancha-prazeres num espetáculo estrelado por Kelly Rowland."
Na sua dissertação para o portal BBC Online, o comentador Fraser McAlpine atribuiu à canção quatro de cinco estrelas, comentando: "Os ingredientes geniais incluem um riff de piano de 'Clocks' de Coldplay retrabalhado... E o pó de pirlimpimpim é ... bem ... é o seu padrão de dance-pop na verdade. Uma bela cama de sintetização, uma batida perfeita, um breakdown, alguns riffs electrónicos vítreos, e um final cinematográfico dramático. Enquanto isso, Kelly soa totalmente diferente de si mesma, de modo que até mesmo ELA está brilhante. Ela tem uma melodia espiral e de 'arranha-céus' para cantar também." No entanto, McAlpine observou que a produção foi "feita com bom gosto para garantir que os bons pedaços não fossem arruinados." Entretanto, Mikael Wood, para a revista Los Angeles Times, não esteve tão impressionado quanto os outros críticos, simplesmente notando a música como "uma reforma synthpop brega de 'Clocks.'" Mesmo assim, declarou que "Guetta fica no seu melhor (e mais comercial), quando equipado com uma melodia tão boa como as suas batidas. 'When Loves Takes Over', com Rowland, funciona lindamente como uma reforma synthpop de 'Clocks.'"
Bill Lamb, para o portal About.com, atribuiu quatro estrelas e meia de um máximo de cinco, compondo: "Há quase um ar nostálgico flutuando com as batidas e os vocais de disco da diva. Entretanto, não há uma música melhor, até agora, para as festas deste verão para a noite e fins de semana na discoteca. Esta canção vai voar até ao seu coração... Kelly Rowland e seus vocais são o foco total, com lampejos de David Guetta reunindo todos os elementos de apoio para a canção." Lamb particularmente elogiou "a linha de piano introdutória confiante, os vocais clássicos da diva Kelly Rowland, e as batidas centrais arrojadas." Erin Martin, para o blogue PopMatters viu a obra como "um número de dança clássico e triunfante, e a potência do vocal de Rowland garante que essa música tem potencial de hino para os próximos anos. Essa música é ótima para ouvir, além de reforçar a difusão da mensagem de amor que Guetta entrega no álbum." De acordo com o escrito por David Balls na sua análise para o Digital Spy, a canção é "mais uma prova de que Rowland já não pode se resignar a viver à sombra de Beyoncé. Fazendo uma fusão de batidas de dança clássica com um vocal inebriante de carga emocional, está a milhares de distância dos ritmos moderados das obras de R&B com as quais iniciou a sua carreira a solo. Na verdade, isto carrega um murro desde o primeiro ouvir, o que significa que poderia se tornar um dos hinos do verão de 2009."

### Prémios e nomeações
Além de aclamação crítica, "When Loves Takes Over" recebeu também diversas nomeações em cerimónias de entrega de prémios. Em 2009, o tema foi nomeado na categoria Melhor Canção na 16.ª cerimónia anual dos MTV Europe Music Awards, mas perdeu para "Halo" (2009) de Beyoncé. No ano seguinte, foi nomeada para Canção do Ano nos Prémios de Música da NRJ e recebeu outras duas nomeações na 52.ª cerimónia anual dos prémios Grammy, das quais venceu na categoria Melhor Canção Remisturada, Não Clássica pelo trabalho de Guetta na remistura Electro Extended Remix. Esta foi a primeira vez que Guetta vencia um prémio Grammy. A outra nomeação foi na categoria Melhor Canção Dance, na qual "Poker Face" (2008) de Lady Gaga saiu vencedora. Outras nomeações incluem os Prémios Internacionais de Música de Dança, nos quais foi nomeada para Melhor Faixa House/Garage e venceu Melhor Faixa Pop de Dança, e os Prémios Mundiais de Música, no qual foi nomeada para Melhor Single do Mundo.

## Vídeo musical
O vídeo musical para a canção foi filmado a 19 de Maio de 2009 em Venice Beach, Los Angeles, sob realização de Jonas Åkerlund. Segundo Guetta, a história e o conceito do teledisco imitam a concepção da canção: "... você vê Kelly a fazer as suas coisas e depois me vê do outro lado a fazer as minhas. No final, nos unimos da mesma forma como gravamos a música. É tudo sobre como compartilhar o amor desta canção e fazer uma grande celebração." Estas reflexões e mais imagens dos bastidores foram reveladas no vídeo de bastidores da gravação, carregado no YouTube de Guetta a de 1 de Junho de 2009. O vídeo musical estreou sete dias depois no mesmo servidor. O vídeo foca-se em Rowland a vaguear pelas ruas de Venice Beach enquanto Guetta empurra o seu equipamento de DJ em direção à praia. Ao longo do vídeo, vários artistas de rua juntam-se ao artista e formam uma multidão composta por um ciclista de motocross, um skatista, um BBoy Cloud, entre outros. No final, Rowland e Guetta unem-se na praia para uma festa noturna que mostra a dupla fazendo uma apresentação.
A recepção crítica para com o teledisco foi, no geral, positva. O repórter Colin Schoenberger, para o portal de notícias do canal de televisão MTV, sentiu que "o tema saturado dá ao vídeo um devaneio bem-vindo, e os olhares e sorrisos tímidos de Kelly são totalmente hipnóticos. O carisma de Kelly faz este vídeo..." enquanto o jornalista Bradley Stern elogiou bastante o vestido usado pela cantora, lamentando na sua opinião par o portal MuuMuse não ter havido tempo de ecrã suficiente para o mesmo. A analista Melinda Newman, para o HitFix, elogiou bastante o papel feroz de Rowland no vídeo, que "claramente experimenta um ressurgimento de carreira após um mergulho [na praia]. [Ela] dá os seus melhores olhares tipo Beyoncé diretamente para a câmera (mas temos certeza de que é apenas uma coincidência) ... Guetta , que é relegado a um papel secundário no seu próprio vídeo, aparece a empurrar o seu equipamento em um carrinho, parecendo basicamente qualquer outro sem-abrigo em Venice." Porém, Newman sentiu que o realizador removeu algo da música, sugerindo que "o vídeo poderia ter sido construído sobre a grande batida que se desenvolve dentro da música e o sentimento de abandono que se apaixonar pode trazer a você, mas, em vez disso, temos um casal telegênico se beijando que parece aparecer do nada." O portal Capital FM, embora tenha elogiado o conceito de diversão do teledisco, condendou a aparição decepcionante de Guetta no vídeo, que "se parece um pouco com um homem sem-abrigo a empurrar o seu equipamento pelas ruas nas primeiras cenas do vídeo."
Em 2010, o vídeo recebeu nomeações nas categorias Melhor Vídeo Musical na cerimónia dos Prémios Internacionais de Música de Dança, e Melhor Vídeo Dançante na cerimónia dos Prémios de Vídeos Musicais da MTV do Japão. Nesta última, o vídeo vencedor foi "Poker Face" de Lady Gaga.

## Promoção e divulgação

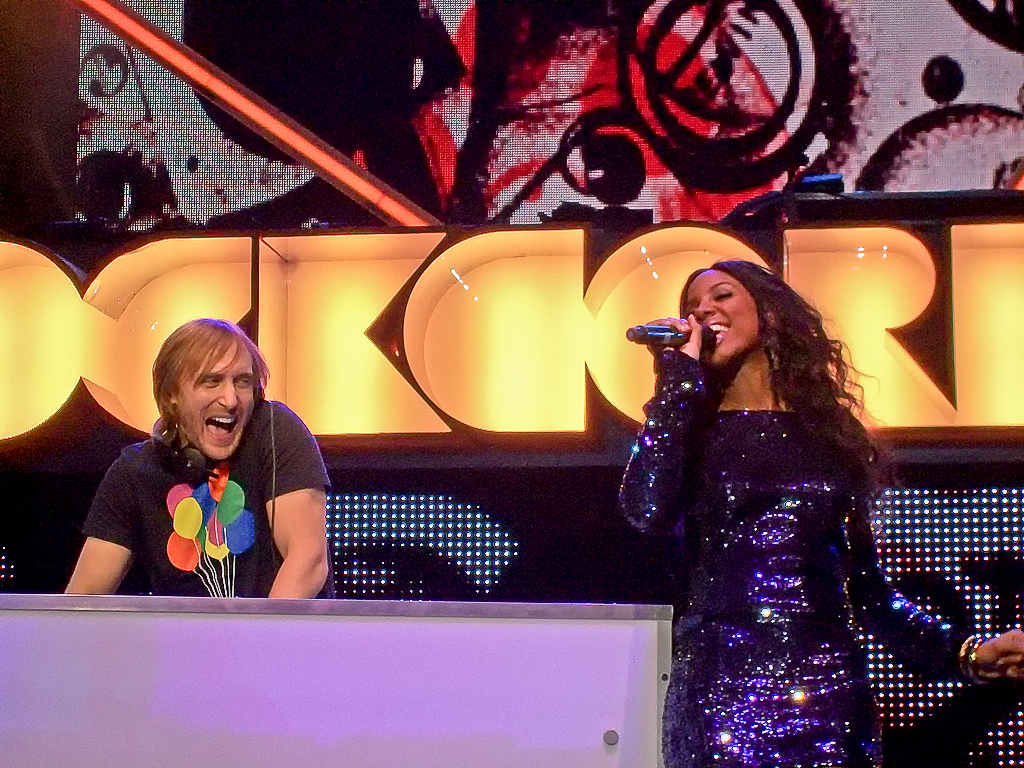
Guetta e Rowland se apresentando no evento Orange Rockcorps em Londres, Setembro de 2009.

A promoção do single começou no Reino Unido com uma performance acústica por Rowland no programa Live Lounge estação BBC Radio 1 a 10 de Maio de 2009. A partir daí, a dupla passou a se apresentar em conjunto ao redor do mundo, incluindo no programa de variedades britânico This Morning a 18 de Junho e na cerimónia Miss Universo 2009 nas Bahamas, na qual Rowland apareceram para a competição de vestidos noturnos. Mais tarde, viriam a fazer uma demonstração no festival de música Loop Live de 2009 em Sófia, Bulgária. Em Julho daquele ano, o canal de televisão Bravo! usou a canção por um período de dois meses em comerciais. A faixa foi também inclusa na estação de rádio fictícia Vladivostok FM e na discoteca fictícia Bahama Mamas da banda sonora dos jogos de vídeo Grand Theft Auto: The Ballad of Gay Tony (2008) e Grand Theft Auto IV: The Lost and Damned (2009). Todavia, foi removida após a licença musical ter expirado no décimo aniversário do último em Abril de 2018.
Depois da canção ter alcançado sucesso na Europa, Rowland apareceu no clube metropolitano TAO Night Club em Las Vegas para celebrar. Em Setembro, o duo retornou ao Reino Unido para se apresentar no evento RockCorps Orange decorrido no Royal Albert Hall. A 15 de Outubro seguinte, Guetta e Rowland se apresentaram na oitava cerimónia dos Los Premios MTV Latinoamérica.
A 24 e Janeiro de 2010, a dupla desempenhou a canção ao vivo na cerimónia dos Prémios de Música da NRJ na França. A 5 de Junho, apareceram na cerimónia dos Prémios Mundiais de Música.

## Impacto e legado
"O que David e eu temos junto com a música é ORGÂNICO. Tipo, 'When Love Takes Over' apenas ACONTECEU. Não foi nada forçado. Eu arrisquei, adorei — e todo mundo adorou tanto quanto eu!... Quer dizer, olhando para trás, acho que trabalhar com os Freemasons em 2007 para a remistura de 'Work' foi o que me abriu pela primeira vez para um som de dança. Então, quando eu me juntei a David pela primeira vez em 2009 para 'When Love Takes Over', eu não estava com tanto medo quanto eu provavelmente teria se eu não tivesse feito 'Work'... E então, quando um alguns meses atrás eu ouvi a faixa que David tinha feito para 'Commander', imediatamente eu fiquei tipo 'David, eu AMO isso!'!..

— Kelly Rowland relembrando os seus sentimentos acerca da concepção de "When Love Takes Over" em 2010.
"When Love Takes Over" alcançou sucesso instantâneo na Europa, um mercado musical no qual embora Guetta tinha presença forte, foi introduzido a Rowland após o desempenho de "Work" (2008), segundo single do seu segundo álbum de estúdio, Ms. Kelly (2007). Rowland expressou sentir-se assoberbada pelo sucesso da canção, afirmando em Julho de 2010: "Passei cerca de um ano da minha vida na Europa a ouvir um monte de DJs europeus e um monte de música dance na rádio, e realmente amei-a. 'When Love Takes Over' foi a minha primeira introdução à música dance [e] foi um monstro totalmente diferente. É realmente uma cultura e eu adoro isso." Segundo Jason Lipshutz, crítico musical da Billboard, o sucesso de "When Love Takes Over" veio em um momento interessante da carreira de Rowland, que naquela altura tinha conseguido um emprego a apresentar o programa The Fashion Show na Bravo!. Em Outubro de 2009, foi sugerido que o sucesso do single influenciou Rowland a considerar a assinatura de um novo contrato com a distribuidora de Guetta, a EMI Music. O crítico musical Michael Hibbard, comentando para o portal MusicOMH sobre a promoção forte para "When Loves Takes Over" na sua época de lançamento, declarou: "Raros estes dias são os singles esbanjados com tanto dinheiro de marketing ao ponto de teremo o seu próprio cartaz no metro. O single em questão foi naturalmente, uma das maiores obras de 2009 de David Guetta. Com pelo menos oito remisturas e algumas vezes a estrela das Destiny's Child, Kelly Rowland, no caminho para uma diva chefe, liderou as tabelas musicais assim como os compradores de anúncios quiseram."
Acerca da experiência de trabalho com Guetta, Rowland exprimiu à MTV que "trabalhar com David é incrível. Temos um ótimo relacionamento, é tão fácil. Ele tem um talento individual. Mas o mais importante é que ele é terra-a-terra, bom rapaz e eu realmente gosto de trabalhar com ele. Juntos temos muita química musical perfeita." O DJ, por sua vez, partilhou o mesmo sentimento, declarando à Billboard que esta faixa "permitiu-me fazer um experimento com uma influência urbana mais norte-americana. Musicalmente, abriu um novo mundo para mim. É pop puro com muitos detalhes..." Em 2010, a cantora convidou o DJ para trabalhar consigo no terceiro álbum de estúdio dela, Here I Am, para o qual co-produziu "Commander," o primeiro single, e "Forever and a Day." Rowland creditou Guetta e a música dance como as inspirações por detrás da sua perseguição por uma nova sonoridade, afirmando: "Passei cerca de um ano da minha vida na Europa a ouvir um monte de DJs europeus e a ouvir muita música dance na rádio, e eu realmente amei isso. 'When Love Takes Over' foi a minha primeira introdução à música dance [e] foi um monstro completo. É realmente uma cultura e eu adoro isso." "When Love Takes Over" foi inclusa como uma faixa bónus do lançamento internacional de Here I Am.
Segundo a revista Billboard, além de ser a melhor canção de Guetta, "When Love Takes Over" é a maior colaboração dance-pop de todos os tempos. As jornalistas Kerri Mason e Zel McCarthy relataram que a música "reposicionou Kelly Rowland como uma vocalista a solo com talento próprio," observando que colaborações subsequentes da dupla de artistas não foram tão boas quanto esta. Elas declararam ainda que os vocais de Rowland na faixa fazem parte da "história da música dance" e foram uma indicação da tendência da música dance eletrónica (EDM) emergente na América do Norte naquela época. No artigo Should Have Been Bigger, publicado em 2020 pelo portal Idolator, o redator Mike Wass refletiu sobre o baixo desempenho de "Commander" e reconheceu que "When Love Take Over" estabeleceu Rowland firmemente como a "Rainha da Discoteca recém-coroada em 2010." A cantora britânica Cheryl Cole creditou "When Love Takes Over" por inspirar o seu gosto e preferência pela música dance, que por sua vez influenciou o seu segundo single a solo, "3 Words" (2009). Pixie Lott, outra cantora e compositora britânica, gravou uma versão cover acústica da música para o ré-lançamento digital do seu álbum de estreia, Turn It Up (2009). Na segunda semana de Outubro de 2010, a canção foi interpretada ao vivo por duas vezes por concorrentes do The X Factor no Reino Unido. Matt Cardle apresentou a sua versão no episódio de abertura da sétima temporada do programa, enquanto Hayley Teal cantou uma versão na segunda temporada da versão australiana do programa. Após a performance de Cardle, "When Love Takes Over" saltou doze lugares na tabela de canções de dança britânica, para o número dezessete. O grupo feminino britânico-irlandês The Saturdays gravou uma versão cover da canção e incluiu-a como o lado B do single "What Are You Waiting For?" (2014).

## Alinhamento de faixas
| - Download digital 1. "When Love Takes Over" — 3:29 - Download digital – Abel Ramos Paris With Love Mix 1. "When Love Takes Over" (Abel Ramos Paris With Love Mix) — 8:14 - Download digital – Donaeo Remix 1. "When Love Takes Over" (Donaeo Remix) — 4:57 - EP digital — Estados Unidos 1. "When Love Takes Over" (Electro Radio Edit) — 3:02 2. "When Love Takes Over" (Electro Extended Mix) — 8:19 3. "When Love Takes Over" (Abel Ramos Paris With Love Mix) — 8:14 - EP digital — Reino Unido 1. "When Love Takes Over" (Original Extended Edit) — 6:46 2. "When Love Takes Over" (Electro Extended Edit) — 6:56 3. "When Love Takes Over" (Norman Doray & Arno Cost Remix) — 6:50 4. "When Love Takes Over" (Laidback Luke Remix) — 5:35 5. "When Love Takes Over" (Blame Remix) — 5:13 6. "When Love Takes Over" (Albin Myers Remix) — 6:57 - EP digital Remixes — Estados Unidos 1. "When Love Takes Over" (Albin Myers Remix) — 8:29 2. "When Love Takes Over" (Laidback Luke Remix) — 6:08 3. "When Love Takes Over" (Norman Doray & Arno Cost Remix) — 7:12 - CD single — Europa 1. "When Love Takes Over" — 3:09 2. "When Love Takes Over" (Electro Radio Edit) — 3:00 - CD single — Europa, Austrália 1. "When Love Takes Over" — 3:10 2. "When Love Takes Over" (Electro Radio Edit) — 3:02 3. "When Love Takes Over" (Laidback Luke Remix) — 6:09 - CD single — Reino Unido 1. "When Love Takes Over" (Original Extended Mix) — 7:46 2. "When Love Takes Over" (Electro Extended Mix) — 8:20 3. "When Love Takes Over" (Norman Doray & Arno Cost Mix) — 7:12 4. "When Love Takes Over" (Laidback Luke Remix) — 6:10 5. "When Love Takes Over" (Albin Myers Remix) — 8:31 6. "When Love Takes Over" (Abel Ramos Remix) — 8:14 7. "When Love Takes Over" (Radio Edit) — 3:23 8. "When Love Takes Over" (Electro Radio Edit) — 3:04 - CD single — Blame Remix [Reino Unido] 1. "When Love Takes Over" (Blame Remix) — 5:19 2. "When Love Takes Over" (Blame Instrumental) — 4:32 - CD single — Estados Unidos, Europa 1. "When Love Takes Over" — 3:09 2. "When Love Takes Over" (Electro Radio Edit) — 3:00 3. "When Love Takes Over" (Electro Extended) — 8:20 4. "When Love Takes Over" (Laidback Luke Remix) — 6:05 5. "When Love Takes Over" (Norman Doray & Arno Cost Remix) — 7:10 6. "When Love Takes Over" (Abel Ramos Paris With Love Mix) — 8:12 7. "When Love Takes Over" (Albin Myers Remix) — 8:27 - CD single — Estados Unidos (Astralwerks) 1. "When Love Takes Over" (Original Edit) — 3:09 2. "When Love Takes Over" (Original Extended) — 7:46 - CD single — Estados Unidos (EMI) 1. "When Love Takes Over" (Original Edit) — 3:09 2. "When Love Takes Over" (Original Extended) — 7:46 3. "When Love Takes Over" (Instrumental) — 3:41 | - CD single — Japão 1. "When Love Takes Over" (com participação de Kelly Rowland) — 3:11 2. "Sexy Bitch" (com participação de Akon) — 3:16 3. "When Love Takes Over" (com participação de Kelly Rowland) (Donae'o Remix) — 4:58 4. "When Love Takes Over" (com participação de Kelly Rowland) (Instrumental) — 3:44 5. One Love Album Medley — 4:02 - Radio edit — Reino Unido (apenas disponível como parte de Now That's What I Call Music! 73) 1. "When Love Takes Over" (UK Radio edit) — 3:24 - 12" single — Reino Unido (1) 1. "When Love Takes Over" (Electro Extended Mix) — 6:56 2. "When Love Takes Over" (Norman Doray & Arno Cost Remix) — 6:50 3. "When Love Takes Over" (Laidback Luke Remix) — 5:35 - 12" single — Reino Unido (2) 1. "When Love Takes Over" (Original Extended Mix) — 7:46 2. "When Love Takes Over" (Blame Remix) — 5:19 - 12" single — França (1) 1. "When Love Takes Over" (Electro Extended) — 8:20 2. "When Love Takes Over" (Norman Doray & Arno Cost Remix) — 7:10 - 12" single — França (2) 1. "When Love Takes Over" (Laidback Luke Remix) — 6:05 2. "When Love Takes Over" (Albin Myers Remix) — 8:27 3. "When Love Takes Over" (Abel Ramos Paris With Love Mix) — 8:12 - Maxi single (CD / Download) — Europa 1. "When Love Takes Over" — 3:09 2. "When Love Takes Over" (Electro Radio Edit) — 3:02 3. "When Love Takes Over" (Laidback Luke Remix) — 6:08 4. "When Love Takes Over" (Norman Doray & Arno Cost Remix) — 7:13 5. "When Love Takes Over" (Albin Myers Remix) — 8:29 6. "When Love Takes Over" (Abel Ramos Paris With Love Mix) — 8:14 - CD / Maxi single — Reino Unido 1. "When Love Takes Over" (UK Radio Edit) — 3:23 2. "When Love Takes Over" (Electro Radio Edit) — 3:00 3. "When Love Takes Over" (Original Extended) — 7:46 4. "When Love Takes Over" (Electro Extended) — 8:20 5. "When Love Takes Over" (Norman Doray & Arno Cost Remix) — 7:10 6. "When Love Takes Over" (Laidback Luke Remix) — 6:05 7. "When Love Takes Over" (Albin Myers Remix) — 8:27 8. "When Love Takes Over" (Abel Ramos Paris With Love Mix) — 8:12 - CD / Maxi single — Europa 1. "When Love Takes Over" — 3:09 2. "When Love Takes Over" (Electro Radio Edit) — 3:00 3. "When Love Takes Over" (Laidback Luke Remix) — 6:05 4. "When Love Takes Over" (Norman Doray & Arno Cost Remix) — 7:10 5. "When Love Takes Over" (Albin Myers Remix) — 8:27 6. "When Love Takes Over" (Abel Ramos Paris With Love Mix) — 8:12 7. "When Love Takes Over" (Electro Extended) — 8:20 - CD / Maxi single — Reino Unido 1. "When Love Takes Over" (Electro Extended Mix) — 8:20 2. "When Love Takes Over" (Extended Mix) — 7:46 3. "When Love Takes Over" (Donae'o Remix) — 4:57 4. "When Love Takes Over" (Donae'o Instrumental) — 5:10 5. "When Love Takes Over" (Blame Remix) — 5:19 6. "When Love Takes Over" (Blame Instrumental) — 4:32 - DVD — Estados Unidos (16:9) 1. "When Love Takes Over" (16:9 Version) — 3:01 - DVD — Estados Unidos (4:3) 1. "When Love Takes Over" (4:3 Letterbox Version) — 3:12 |

## Créditos e pessoal
Os créditos seguintes foram adaptados do encarte do álbum One Love (2010):
Gravação
- Gravada nos estúdios Gum Prod em Paris, França.
- Misturada nos estúdios Super Sonic Scale na França.
- Masterizada nos estúdios Elektra Mastering em Paris, França.

Pessoal
- David Guetta — composição, produção e arranjos
- Frédéric Riesterer — composição, co-produção e arranjos
- Kelly Rowland — vocais, letras
- Miriam Nervo — letras
- Olivia Nervo — letras
- Bruno Gruel — masterização
- Veronica Ferraro — mistura de áudio, engenharia acústica

## Desempenho nas tabelas musicais
Na França, "When Love Takes Over" estreou no número quatorze da tabela de canções digitais, onde viria mais tarde a atingir o pico no terceiro posto, e no número dois da tabela de canções, segundo o publicado pela Syndicat National de l'Édition Phonographique (SNEP) a 25 de Abril de 2009. Em Agosto de 2009, três canções de Guetta ocupavam as dez melhores posições da tabela de canções da França em simultâneo, com as outras duas sendo "Sexy Bitch" (2009) e "I Gotta Feeling" (2008). Em Janeiro de 2009, "When Loves Takes Over" recebeu o certificado disco de ouro naquele país após vender mais de 150 mil unidades.
Nos Estados Unidos, o single liderou ambas tabelas Hot Dance Airplay e Hot Dance Club Songs. Na Hot 100, alcançou um máximo de 76, a posição mais alta de Guetta até então e a entrada mais alta de Rowland desde "Here We Go" em 2005. Para Guetta, esta marcou ainda a segunda instância em que ele conseguia fazer uma aparição naquela tabela, após "Love Is Gone" (2007). "When Love Takes Over" foi o tema dance de melhor desempenho nos Estados Unidos em 2009, e o 33.° melhor sucedido da década de 2000. No Brasil, alcançou o número nove da tabela de airplay, enquanto no Canadá, posicionou-se dentro das trinta melhores posições das tabelas Hot 100, Adult Contemporary e CHR/Top 40. Além disso, recebeu o certificado de disco de ouro pela Music Canada após alcançar as vinte mil unidades vendidas.
No Reino Unido, onde o lançamento do single teve de ser antecipado para boicotar uma versão cover de Airi L, o single estreou no número sete da tabela musical de canções britânica após mover 25 mil unidades. Em contrapartida, a versão de Airi L vendeu doze mil unidades na sua semana de lançamento, estreando no número 22. De acordo com James Masterton, do portal Yahoo! Music, a versão de Rowland e Guetta teria tido uma estreia melhor se não fosse pela "versão cover ilícita" de Airi L. Na semana seguinte, a versão de Guetta e Rowland alcançou o primeiro lugar no Reino Unido, a primeira vez para o DJ e a segunda para a cantora, após "Dilemma" (2002). Além disso, foi ainda a primeira vez que um artista francês liderava aquela tabela desde o duo Modjo com o êxito "Lady (Hear Me Tonight)" em Setembro de 2000. A British Phonographic Industry atribuiu ao single o certificado de disco de ouro a 15 de Junho de 2009 após a canção ultrapassar a marca das quatrocentas mil cópias comercializadas. Na contagem regressiva oficial da The Official Charts Company dos cem melhores downloads britânicos de todos os tempos, "When Love Takes Over" ocupa o número 58, marcando a única entrada de Rowland na lista e a segunda de Guetta, após "Sexy Bitch" no número 27. No resto do continente europeu, o single liderou a Hot 100 e ainda as tabelas de vários países, incluindo o território Valónia da Bélgica, República Checa, Hungria, Eslováquia, Suíça, Irlanda e Itália. Na Áustria, embora não tenha alcançado o número um, recebeu o certificado de disco de platina por duas vezes pela Federação Internacional da Indústria Fonográfica (IFPI). "When Loves Takes Over" é uma das músicas de maior sucesso da tabela de canções da Turquia, país onde foi reproduzida intensamente nas estações de rádio por dez semanas consecutivas.
Até Março de 2015, 5,50 milhões de unidades de "When Love Takes Over" já haviam sido comercializadas ao redor do mundo, das quais 650 mil foram no Reino Unido.

### Posições
| País — Tabela musical (2009-10)                     | Posição de pico |
| --------------------------------------------------- | --------------- |
| Austrália — Top 100 Singles (ARIA Charts)           | 6               |
| Austrália — Top 20 Dance Singles (ARIA Charts)      | 2               |
| Áustria — Ö3 Austria Top 40                         | 3               |
| Bélgica (Flandres) — Top 50 Singles (Ultratop)      | 2               |
| Bélgica (Valónia) — Top 50 Singles (Ultratop)       | 1               |
| Brasil — Hot 100 Airplay (Billboard)                | 9               |
| Canadá — Hot 100 (Billboard)                        | 22              |
| Canadá — Adult Contemporary (Billboard)             | 26              |
| Canadá — CHR/Top 40 (Billboard)                     | 19              |
| Canadá — Digital Song Sales (Billboard)             | 24              |
| CEI — Top Radio Hits Global (Tophit)                | 2               |
| República Checa — Rádio Top 100 (FIIF)              | 1               |
| Dinamarca — Single Top-40 (Hitlisten)               | 2               |
| Europa — Hot 100 (Billboard)                        | 1               |
| Europa — Digital Songs Sales (Billboard)            | 1               |
| Finlândia — Suomen virallinen singlelista           | 7               |
| França — Top Singles (SNEP)                         | 2               |
| Alemanha — Top 100 Singles (GfK)                    | 2               |
| Hungria — Dance Top 40 (MAHASZ)                     | 8               |
| Hungria — Radiós Top 40 (MAHASZ)                    | 1               |
| Irlanda — Singles Top 50 (IRMA)                     | 1               |
| Israel — Airplay Chart (Media Forest)               | 1               |
| Itália — Top Singoli (FIMI)                         | 1               |
| Itália — Musica e Dischi                            | 2               |
| Luxemburgo — Digital Songs (Billboard)              | 1               |
| Países Baixos — Stichting Nederlandse Top 40        | 2               |
| Países Baixos — Single Top 100 (MegaCharts)         | 5               |
| México — Ingles Airplay (Billboard)                 | 6               |
| Nova Zelândia — Top 40 Singles (RMNZ)               | 7               |
| Noruega — Topp 40 Singles (VG-lista)                | 3               |
| Roménia — Top 100 (Media Forest)                    | 1               |
| Roménia — Radio Airplay (Media Forest)              | 1               |
| Escócia — Singles Sales Top 100 (OCC)               | 2               |
| Eslováquia — Rádio Top 100 (FIIF)                   | 1               |
| Espanha — Top 100 Canciones (PROMUSICAE)            | 4               |
| Suécia — Top Singles Top 100 (Sverigetopplistan)    | 2               |
| Suíça — Top Singles Top 75 (Schweizer Hitparade)    | 1               |
| Reino Unido — Top 100 Singles (OCC)                 | 1               |
| Reino Unido — Top 50 Dance Singles (OCC)            | 1               |
| Estados Unidos — Billboard Hot 100                  | 76              |
| Estados Unidos — Dance Club Songs (Billboard)       | 1               |
| Estados Unidos — Dance/Mix Show Airplay (Billboard) | 1               |
| Estados Unidos — Mainstream Top 40 (Billboard)      | 29              |

| País — Tabela musical (2009)                           | Posição |
| ------------------------------------------------------ | ------- |
| Austrália — Top 100 Singles (ARIA Charts)              | 28      |
| Austrália — Top 20 Dance Singles (ARIA Charts)         | 8       |
| Bélgica (Flandres) — Top 50 Singles (Ultratop)         | 12      |
| Bélgica (Valónia) — Top 50 Singles (Ultratop)          | 5       |
| Canadá — Hot 100 (Billboard)                           | 92      |
| CEI — Top Radio Hits Global (TopHit)                   | 22      |
| Dinamarca — Single Top-40 (Hitlisten)                  | 8       |
| Europa — Hot 100 (Billboard)                           | 6       |
| França — Top Singles (SNEP)                            | 20      |
| Alemanha — Top 100 Single (Offizielle Deutsche Charts) | 10      |
| Hungria — Dance Top 40 (MAHASZ)                        | 40      |
| Hungria — Radiós Top 40 (MAHASZ)                       | 15      |
| Irlanda — Singles Top 50 (IRMA)                        | 16      |
| Itália — Top Singoli (FIMI)                            | 16      |
| Países Baixos — Stichting Nederlandse Top 40           | 3       |
| Países Baixos — Single Top 100 (MegaCharts)            | 19      |
| Nova Zelândia — Top 40 Singles (RMNZ)                  | 36      |
| Espanha — Top 100 Canciones (PROMUSICAE)               | 20      |
| Suécia — Singles Top 100 (Sverigetopplistan)           | 8       |
| Suíça — Top Singles Top 75 (Schweizer Hitparade)       | 2       |
| Reino Unido — Singles Top 100 (OCC)                    | 20      |
| Estados Unidos — Dance Club Songs (Billboard)          | 1       |

| País — Tabela musical (2010)                                | Posição |
| ----------------------------------------------------------- | ------- |
| Hungria — Radiós Top 40 (MAHASZ)                            | 9       |
| Estados Unidos — Dance/Electronic Digital Songs (Billboard) | 36      |

| País — Tabela musical (2000-09)                        | Posição |
| ------------------------------------------------------ | ------- |
| Alemanha — Top 100 Single (Offizielle Deutsche Charts) | 59      |
| Estados Unidos — Dance Club Songs (Billboard)          | 33      |

| Região — Associação (Vendas)   | Certificação |
| ------------------------------ | ------------ |
| Austrália — ARIA (140 000)     | 2× Platina   |
| Áustria — FIIF (60 000)        | 2× Platina   |
| Bélgica — BEA (20 000)         | Ouro         |
| Canadá — Music Canada (20 000) | Ouro         |
| Dinamarca — FIIF (30 000)      | Platina      |
| França — SNEP (150 000)        | Ouro         |
| Alemanha — BVMI (300 000)      | Platina      |
| Itália — FIMI (20 000)         | Platina      |
| Nova Zelândia — RMNZ (7 500)   | Ouro         |
| Espanha — PROMUSICAE (40 000)  | Platina      |
| Suécia — GLF (10 000)          | Ouro         |
| Suíca — IFPI (30 000)          | Platina      |
| Reino Unido — BPI (600 000)    | Platina      |

## Histórico de lançamento
| Região         | Data                 | Versão                         | Distribuidora             |
| -------------- | -------------------- | ------------------------------ | ------------------------- |
| França         | 21 de Abril de 2009  | Maxi single (CD / Download)    | Virgin Records            |
| Alemanha       | 21 de Abril de 2009  | Maxi single (CD / Download)    | EMI Music                 |
| Estados Unidos | 21 de Abril de 2009  | Download digital               | Astralwerks               |
| Estados Unidos | 5 de Maio de 2009    | EP de remisturas, EP digital   | Astralwerks               |
| Europa         | 11 de Maio de 2009   | CD single (2 faixas)           | Virgin Records            |
| Reino Unido    | 10 de Junho de 2009  | Download digital               | EMI Music                 |
| Europa         | 12 de Junho de 2009  | CD single (2 faixas)           | Virgin Records, EMI Music |
| Europa         | 12 de Junho de 2009  | CD single (3 faixas)           | Virgin Records, EMI Music |
| Austrália      | 12 de Junho de 2009  |                                | Virgin Records, EMI Music |
| Alemanha       | 12 de Junho de 2009  | Maxi single (CD / Download)    | EMI Music                 |
| Reino Unido    | 14 de Junho de 2009  | EP digital                     | Positiva Records          |
| França         | 15 de Junho de 2009  | 12" single (1)                 | Virgin Records            |
| Reino Unido    | 15 de Junho de 2009  | Abel Ramos Paris With Love Mix | Positiva Records          |
| Reino Unido    | 15 de Junho de 2009  | 12" single (1)                 | Positiva Records          |
| França         | 22 de Junho de 2009  | Maxi single (CD / Download)    | Virgin Records            |
| Reino Unido    | 26 de Junho de 2009  | 12" single (1)                 | Positiva Records          |
| Reino Unido    | 28 de Junho de 2009  | Donaeo Remix                   | Positiva Records          |
| França         | 31 de Julho de 2009  | 12" single (2)                 | Virgin Records            |
| Reino Unido    | 31 de Agosto de 2009 | CD / Maxi single               | Positiva Records          |